# توماس ویللی
توماس ویللی (انگلیسی: Thomas Wyllie؛ ۵ اوت ۱۸۷۲ – ۲۸ ژوئیهٔ ۱۹۴۳) بازیکن فوتبال اهل اسکاتلند بود.
از باشگاه‌هایی که در آن بازی کرده‌است می‌توان به باشگاه فوتبال بری، باشگاه فوتبال بریستول سیتی، باشگاه فوتبال اورتون، باشگاه فوتبال لیورپول، و باشگاه فوتبال رنجرز اشاره کرد.
وی همچنین در تیم ملی فوتبال اسکاتلند برای یکبار بازی کرده‌است.